# 大衛·穆卡
大衛·凱內舒庫·穆卡（2000年12月14日—）為香港男子籃球運動員，現效力於NBA G聯盟風城公牛。

## 早年
穆卡的父親為奈及利亞人，母親為英國人。穆卡生於香港，2018年從香港西島中學畢業後至加拿大就讀運動員學院，2019年到美國入讀拉瑪大學，2021年轉學到內華達大學拉斯維加斯分校，效力UNLV兩年以後穆卡收到許多大學招募其競逐大學最後一年，但穆卡選擇放棄競逐資格並投入NBA G聯盟選秀。

## 職業生涯
2023年10月穆卡在NBA G聯盟選秀第一輪第三順位獲得首都Go-Go青睞。11月10日，穆卡被首都Go-Go釋出。11月13日，長島籃網宣布獲得穆卡。穆卡代表長島籃網出賽33場例行賽，場均有4.5分、5籃板。
2024年6月穆卡宣布投入NBA選秀，最終未獲得任何球隊青睞，7月穆卡代表布鲁克林篮网參加夏季联赛。10月1日，穆卡與波特蘭拓荒者簽下一份Exhibit 10的合約，成為首位獲得NBA合約的香港球員。同日，穆卡被波特蘭拓荒者裁掉。10月4日，撕裂之城混音宣布透過交易從長島籃網獲得穆卡。11月5日，撕裂之城混音宣布將穆卡交易至風城公牛。11月8日，穆卡進入風城公牛開幕戰名單。

## 國家隊生涯
2024年9月4日，穆卡表示決定放棄英国护照申辦香港特區護照。2025年2月7日，《南華早報》報導稱穆卡尚未放棄英國護照，NBA G聯盟賽季期間若放棄英國護照會使穆卡的美國簽證失效，而賽季期間取得香港特區護照可能導致穆卡無法立刻代表所屬球隊出賽。

## 外部連結
- 大衛·穆卡在NBA G聯盟官網（英语）
- 大衛·穆卡在Basketball-Reference.com（NBA）（英语）
- 大衛·穆卡在Basketball-Reference.com（NBA G聯盟）（英语）
- 大衛·穆卡在Sports-Reference.com（NCAA）（英语）
- 大衛·穆卡在Eurobasket.com（球員）（英语）
- 大衛·穆卡在Proballers（英语）
- 大衛·穆卡在RealGM（英语）
- 大衛·穆卡在Flashscore（英语）